# Vincenzo Rogadeo
Don Giovanni Vincenzo Rogadeo barone di Calvanico e Torrequadra, nobile di Bitonto e patrizio di Ravello (Bitonto, 24 agosto 1834 – Bitonto, 27 gennaio 1899) è stato un politico e nobile italiano considerato tra più influenti di fine '800 in Puglia.

## Biografia
Nato da Eustachio e Chiara de Lerma dei duchi di Castelmezzano, discendenva da una famiglia nobile originaria di Ravello, un cui ramo si era stabilito in Puglia all'inizio del XIII secolo. Studiò a Napoli dove conobbe Giuseppe Mazzini, del quale fu fervente ammiratore, e dove ebbe contatto con i carbonari. Successivamente aderì al programma di Giuseppe Garibaldi. Fu proprio l'eroe dei due mondi che il 6 settembre 1860 durante il governo dittatoriale lo nominò primo governatore di Puglia. In virtù di questo incarico cercò di adoperarsi per il riscatto sociale ed economico del Sud Italia.
Fu senatore del Regno d'Italia dal 1889 e sindaco della città di Bitonto nel 1870. Come sindaco della città promosse un "consorzio per oli tipici", un "gabinetto di lettura" e una "scuola serale di disegno", oltre che occuparsi della viabilità e accessi ferroviari. Fu anche preside del rinomato Orfanotrofio "Maria Cristina di Savoia" di Bitonto. Muore nel 1899. Riposa nella tomba di famiglia nel cimitero di Bitonto.